# Hipólito Hidalgo de Caviedes
Hipólito Hidalgo de Caviedes y Gómez (Madrid, 1902 - 1994) fue un pintor, ilustrador y muralista español, hijo del pintor Rafael Hidalgo de Caviedes. Ingresó en 1970 como académico de la Real Academia de Bellas Artes de San Fernando.

## Biografía
Estudia de forma no continuada en la Escuela de Bellas Artes de San Fernando de Madrid, lo hace con Aurelio Arteta y Julio Romero de Torres. Durante sus estudios frecuenta la Residencia de Estudiantes mientras que se gana la vida haciendo copias del Greco en el Museo del Prado. Fue fundador la tertulia de las Platerías y uno de los asiduos de las tertulias del Café Pombo organizadas por Ramón Gómez de la Serna. Tras pasar un periodo de formación en Berlín se incorpora al estudio de Ignacio de Cárdenas Pastor, se instala en Madrid, y trabaja pintado murales como el de la sala central del Edificio Telefónica en 1930. Tras estallar la Guerra Civil , en 1937 se exilió a Cuba donde ocuparía el cargo de director del Museo Diocesano de La Habana. En esa ciudad realiza varios trabajos, como el mural de temática azucarera que decoraba las paredes del edificio Galbán Lobo en la calle San Ignacio nº 104, contratado por el magnate Julio Lobo Olavarría. Posteriormente emigró a los Estados Unidos. Regresó a España, instalándose en Madrid en 1961.
Encuadrado dentro del estilo figurativo, dejó ejemplos de sus trabajos decorativos en instituciones como la Residencia de Señoritas de la Junta de Ampliación de Estudios (en el edificio que ocupa la Fundación Ortega y Gasset), en edificios empresariales como la antigua Telefónica de Gran Vía, y en locales de ocio como el Bar Capitol, el Bar Chicote o la sala de tertulias de “La Ballena Alegre” en los sótanos del Café Lion, todos ellos en Madrid.